# 弗朗索瓦·巴盧
弗朗索瓦·巴盧是倫敦大學學院遺傳學研究所所長，也是倫敦大學學院計算生物學教授。

## 早年生活和教育
巴盧於1996年獲得洛桑大學碩士學位，2000年獲得博士學位。隨後，他在愛丁堡大學完成博士後研究。

## 職業生涯
2002年至2007年，巴盧在劍橋大學擔任助理教授，之後在倫敦帝國學院擔任傳染病流行病學副教授。2012年，巴盧成為倫敦大學學院的正教授。

### 研究工作
巴盧的研究涉及基因組學、流行病學、演化論和生態學。他的工作重點是重建人類和野生動物病原體的疾病爆發和流行，以及抗生素抗藥性的出現。他也從事結核病和革蘭氏陰性菌抗藥性的出現和傳播以及脊椎動物中人畜共通傳染病病原體分佈的研究。
巴盧在COVID-19大流行初期就參與了SARS-CoV-2基因樣本資料集的整理工作。

## 外部連結
- 官方网站